# Manuel Ruiz-Cetrino Pérez de la Campa

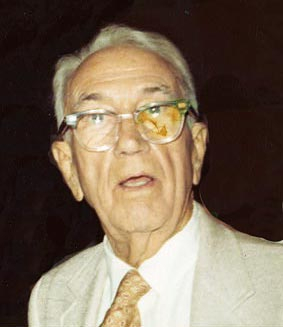
Manuel Ruíz-Cetrino Pérez de la Campa.

Manuel Ruiz-Cetrino Pérez de la Campa (Córdoba, 1935), es un matemático y maestro español. Tiene escrito una novela costumbrista inédita, así como ensayos de matemáticas y un nuevo método para las cuatro reglas fundamentales: sumar, restar, multiplicar y dividir. Miembro de la Real Sociedad Matemática Española. Ha sido maestro en El Puerto de Santa María (Cádiz), Málaga, Peñaranda de Bracamonte (Salamanca), Lugo y Peñafiel (Valladolid), donde reside ya jubilado. Soltero.